# L'Œuvre (journal)
Pour les articles homonymes, voir L'Œuvre.
L'Œuvre est un périodique français de la première moitié du XXe siècle. Engagé à l'origine à gauche, profondément antisémite, le journal passe à la collaboration pendant l'Occupation, ce qui mène à sa fin.

## Débuts du journal
L'Œuvre fut lancé « sans un sou de capital » et sans publicité[réf. nécessaire] le 13 mai 1904 par Gustave Téry, ancien rédacteur du Journal et du Matin : d'abord mensuel, ce périodique devint hebdomadaire (1910), puis quotidien (1915). Il a alors pour principal collaborateur le pamphlétaire Urbain Gohier. Gustave Téry et Urbain Gohier ont fait montre d'un antisémitisme virulent ; par exemple, le 4 janvier 1911, L’Œuvre, que l'on peut définir à ce moment-là comme un « hebdomadaire nationaliste de tendance républicaine et vaguement socialisante » et « qui dit tout haut ce que tout le monde pense tout bas », publie un dossier, « Les Juifs au Théâtre ».
L'Œuvre (gérant F. Potignat - directeur François Nardot) affiche à l'origine des idées au carrefour des sensibilités des radicaux-socialistes, des républicains socialistes rescapés de l'unification socialiste de 1905 et des pacifistes.
Pendant la Première Guerre mondiale et malgré la censure, y paraît Le Feu d'Henri Barbusse, publié en feuilleton sous le titre « Journal d'une escouade », rectifiant ainsi l'image de la guerre dans les tranchées. Lors de la conférence de paix, avec d'autres journaux de gauche (Le Rappel, La République française) il soutient les Quatorze points de Wilson contre Clemenceau.

## Entre-deux-guerres
Son slogan (« Les imbéciles ne lisent pas L'Œuvre »), ses manchettes accrocheuses et la forte personnalité de ses journalistes font son succès pendant l'entre-deux-guerres. L'Œuvre voit augmenter ses tirages de 55 000 exemplaires en 1915 à 210 000 exemplaires environ en 1936 puis près de 275 000 exemplaires en 1939.

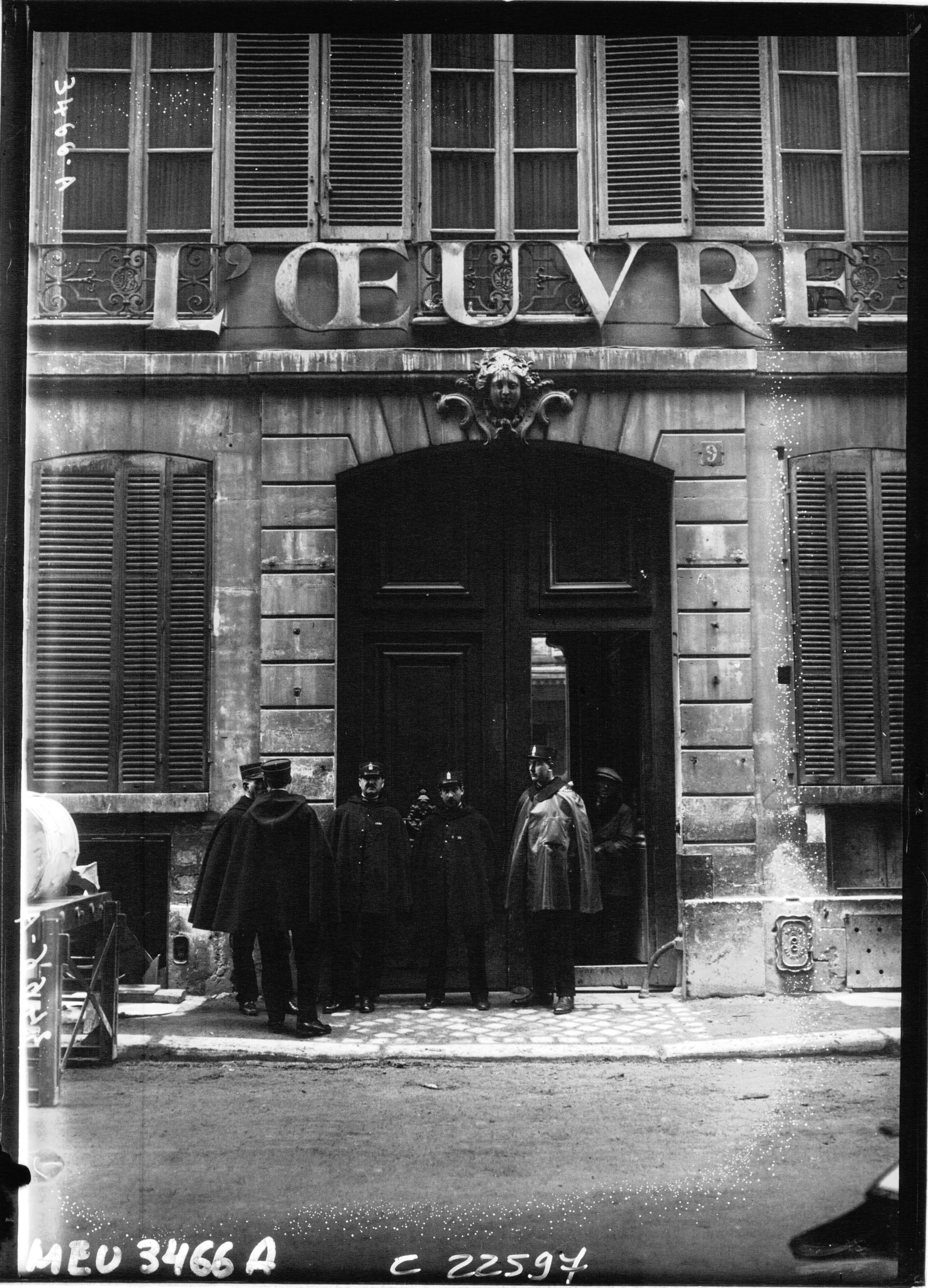
Agents montant la garde devant l'entrée de L'Œuvre (au 9, rue Louis-le-Grand, Paris, 2e) en 1923.

Dans l’entre-deux-guerres, le quotidien est l’un des rares journaux de gauche indépendants des partis. Il bénéficie d'un fort lectorat intellectuel parisien autant que provincial, attiré par sa rédaction composée de personnalités de gauche et du centre gauche : Gustave Téry, qui meurt en juin 1928, Robert de Jouvenel, rédacteur en chef jusqu'en 1924, Jean Piot, qui lui succède, Georges de La Fouchardière, Georges Pioch, François Albert, bref ministre du Cartel des gauches, Albert Bayet, Pierre Cot, Geneviève Tabouis. Hélène Gosset, qui collabore régulièrement au journal, met l'accent sur la question féminine. À partir du second semestre 1933, elle crée la rubrique « Femmes d’ailleurs » et la page « L’Œuvre des femmes » qui devient ensuite « L’Œuvre féministe ». Elle y publie par exemple un article sur la députée Margarita Nelken, un autre sur « L’œuvre des femmes françaises au Maroc » ou une rubrique sur « Les femmes au travail ».
L'Œuvre est favorable au Cartel des gauches (1924) puis au Front populaire (1936), sous l'impulsion de son rédacteur en chef depuis 1924, Jean Piot, député radical de 1932 à 1936.
Les principaux commanditaires du journal sont dans les années 1930 Henry Raud, administrateur-délégué et directeur du journal depuis la fin de l'année 1931, Pierre Guimier, de l'agence Havas, des banquiers et Jean Hennessy, député de Menton hostile au Front populaire, actionnaire depuis qu'il a racheté en 1931 les parts de Paul Lederlin. Hennessy devient le principal actionnaire de la société de presse détenant le journal, dont le conseil d'administration est présidé par le député Fernand Bouisson, un proche de Pierre Laval. Il tente de prendre le contrôle politique du journal en 1938 à un moment où ses dirigeants et sa rédaction sont divisés sur la question du pacifisme. Geneviève Tabouis et Albert Bayet représentent le camp antimunichois et anti-nazi, jugé « belliciste » par ses adversaires, tandis que le camp pacifiste est représenté par Marcel Déat, soutenu par Henry Raud et Jean Piot. Hennessy est alors proche des conceptions de Déat. Mais sa tentative de prise de contrôle se heurte à la résistance de Bouisson et à celle des journalistes, attachés à leur indépendance.
Déat, l'un des éditorialistes du journal, publie le 4 mai 1939 « Mourir pour Dantzig ? », article devenu un slogan non-interventionniste dans lequel il écrit : « Il ne s'agit pas du tout de fléchir devant les fantaisies conquérantes de M. Hitler, mais je vous le dis tout net : flanquer la guerre en Europe à cause de Dantzig, c'est y aller un peu fort, et les paysans français n'ont aucune envie de « mourir pour les Poldèves. »,. Le quotidien publie cependant les articles hostiles à l'Allemagne nazie de Geneviève Tabouis.

## Collaboration
Le 10 juin 1940, L’Œuvre quitte Paris (9, rue Louis-le-Grand, dans le 2e arrondissement) pour Saint-Étienne, puis Clermont-Ferrand. Il réapparaît à Paris le 24 septembre 1940. À partir du 5 juillet 1940 à la demande de Fernand Bouisson, président du conseil d'administration du journal, Marcel Déat en devient l'éditorialiste et directeur politique et l’engage dans la voie de la collaboration et de l’antisémitisme. Alors que Geneviève Tabouis s'est exilée à Londres, Jean Piot, rédacteur en chef du journal depuis 1924, est obligé, en novembre 1940, sur la pression des Allemands de laisser son poste à Robert Bobin, auquel succèdera en 1941, après sa libération du camp de prisonniers de guerre, André Guérin, ancien socialiste antimunichois devenu partisan de la collaboration. Marcel Déat est soutenu par Fernand Bouisson et Vincent Delpuech, nouveau membre du conseil d'administration tandis que Jean Hennessy est hors-jeu, disqualifié par son vote du 10 juillet 1940 opposé au maréchal Pétain. Georges Albertini y tient la chronique syndicale sous le pseudonyme de Pierre Thomas. Georges de La Fouchardière intègre le journal, ainsi que Georges Pioch, Germaine Decaris, René Gérin et René Château qui quittera le journal avec Robert Bobin pour entrer à La France socialiste.
Sa ligne éditoriale sous le régime de Vichy fut celle d'un collaborationnisme pro-nazi défendant les thèses du Rassemblement national populaire (RNP), parti de Déat, tout en manifestant un certain « antipétinisme », trouvant le pouvoir établi à Vichy pas assez engagé dans la « collaboration européenne » et trop « réactionnaire ».
Son tirage est de 131 000 exemplaires en janvier 1943.

## Fin du journal
À la suite de la loi no 46-994 du 11 mai 1946 portant transfert et dévolution de biens et d'éléments actifs de presse et d'information, L'Œuvre fut placé sous séquestre judiciaire.

## Archives
Des archives du journal L'Œuvre sont conservés aux Archives nationales, site de Pierrefitte-sur-Seine, sous la cote 3AR : Inventaire du fonds.